# Конрад, Николай
Николай Конрад (укр. Микола Конрад; 16 мая 1876 года, Тернопольская область, Украина — 26 июня 1941 года, Львовская область, СССР) — блаженный Украинской греко-католической церкви, мученик, священник.

## Биография
Изучал философию и богословие в Риме, где защитил диссертацию и получил научную степень доктора богословия. Был рукоположён в сан священника в 1899 году. Занимался преподавательской деятельность в средних школах. С 1930 года по просьбе греко-католического митрополита Андрея Шептицкого начал читать лекции в Теологической академии во Львове, кроме этого занимался пастырской деятельностью.
26 июня 1941 года он и Владимир Прыйма были убиты в лесу милиционерами недалеко от деревни Страдч, когда они возвращались после посещения больной женщины, которой уделили таинство Евхаристии..

## Прославление
27 июня 2001 года был причислен к лику блаженных римским папой Иоанном Павлом II во время его посещения Украины в 2001 году.